# 스베르들롭스크 탄저균 유출 사건
스베르들롭스크 탄저균 유출 사건에 관한 내용이다.
1979년 4월 2일, 탄저균(탄저의 원인균) 포자가 소련의 스베르들롭스크에 있는 소련군 연구 시설에서 실수로 방출되었다. 그로 인한 질병 발병으로 최소 68명이 사망했지만 정확한 사망자 수는 미상이다. 소련 당국은 수년간 발병 원인을 부인했으며, 사망 원인은 해당 지역의 오염된 고기를 먹었기 때문이고, 오염된 고기를 취급하는 정육점에서 피하 노출이 원인이라고 비난했다. 이 사고는 소련이 생물학 무기의 개발 및 대량 생산을 목표로 한 공격적 프로그램에 착수했다는 서방 세계의 첫 번째 주요 징후였다.

## 같이 보기
- 생물전